# Gare de Jemeppe-sur-Sambre
Ne doit pas être confondu avec Gare de Jemeppe-Froidmont ou Gare de Jemeppe-sur-Meuse.
La gare de Jemeppe-sur-Sambre est une gare ferroviaire belge de la ligne 130, de Namur à Charleroi, située sur le territoire de la commune de Jemeppe-sur-Sambre dans la province de Namur en Région wallonne.
Elle est mise en service en 1872 par l'administration des chemins de fer de l'État belge et son bâtiment actuel est construit en 1896.
C'est une gare de la Société nationale des chemins de fer belges (SNCB) desservie par des trains InterCity (IC), Suburbains (S61) et d’Heure de pointe (P).

## Situation ferroviaire
Établie à 94 mètres d'altitude, la gare de Jemeppe-sur-Sambre est située au point kilométrique (PK) 16,768 de la ligne 130, de Namur à Charleroi, entre les gares de Ham-sur-Sambre et d'Auvelais. En direction d'Auvelais, s'intercale, au PK 17,401, la gare de Jemeppe-sur-Sambre-Marchandise.
Gare de bifurcation en Y, elle est située au PK 14,515 de la ligne 144, de Gembloux à Jemeppe-sur-Sambre, après la gare ouverte de Mazy. Sur cette ligne circulent principalement des trains de marchandises mais aussi des trains de voyageurs durant les heures de pointe.

## Histoire
Lorsque la ligne de Charleroi à Namur est ouverte en 1843 par les Chemins de fer de l'État belge, aucune installation n'est prévue entre les gares d'Auvelais et Moustier. Pourtant, dès les années 1830-1840, la Compagnie du chemin de fer de Charleroi à Louvain, première du nom, envisageait de créer une ligne venant de Louvain et Gembloux qui descendrait la vallée de l'Ornoz jusque Jemeppe pour rejoindre Charleroi et Namur, au profit de la Grande compagnie du Luxembourg. Le Charleroi-Louvain tomba en déchéance en 1848 et la GCL se résolut à passer par Rhisnes au lieu de Jemeppe.
La station de Jemeppe-sur-Sambre est finalement mise en service le 12 janvier 1872 par les Chemins de fer de l'État belge. Elle se trouve plus près de Sambreville que de Jemeppe-sur-Sambre. L'aspect de ce bâtiment n'est pas documenté mais, le montant payé pour sa construction — 7 054 francs et 28 centimes pour le bâtiment principal et le pavillon des latrines — signifie, par recoupement, que cette première construction était une gare provisoire, à l'armature en bois.
La convention du 31 janvier 1873 donne à Jemeppe-sur-Sambre un rôle clé puisqu'elle doit être l'aboutissement d'une ligne de Gembloux à Jemeppe prolongeant en quelque sorte la ligne de Tamines à Athus (Athus-Meuse et ligne de la Molignée). La ligne vers Gembloux, actuelle ligne 144, est achevée en 1877. De 1883 à 1993, cette ligne comportera un arrêt (Jemeppe-Froidmont), plus proche du centre de Jemeppe-sur-Sambre.
Après 1877, les installations sont agrandies afin d'ouvrir la station de Jemeppe-sur-Sambre aux marchandises.
En 1896, l’État belge fait démolir le premier bâtiment et dote Jemeppe-sur-Sambre d'un bâtiment de gare en brique et en pierre, identique à la gare de Falisolle sur la ligne de la Molignée. L'ensemble des travaux coûta 60 000 francs. Doté d'une aile de 5 travées, d'un corps de logis à étage et d'une aile de service, il est presque intégralement recouvert de pierre de taille avec une frise et des détails en brique jaune. La gare de Franière possède un bâtiment assez proche mais en briques de couleur brun-rouge.
Vers 1905 débutent les travaux de la courbe de Moustier, destinée à permettre aux trains venant de Gembloux de continuer vers Namur et vice-versa sans rebrousser à Jemeppe-sur-Sambre. Presque achevée au commencement des hostilités, elle est mise en service dans les années 1920. La ligne 144 en amont de cette courbe ainsi que la ligne 130 en direction de Namur et Ronet seront électrifiés en 1956 ; le reste des lignes 130 et 144 suivra en 1959.
Dans les années 2010, la ligne 144 a été remise à simple voie. Pour des raisons de logistique, c'est la voie attenante au bâtiment de la gare qui est désaffectée.
Le 15 juillet 2020, une jeune fille de 18 ans décède après avoir été happée par un train en voulant longer les voies à pied pour gagner du temps sur le chemin de la gare.

## Service des voyageurs

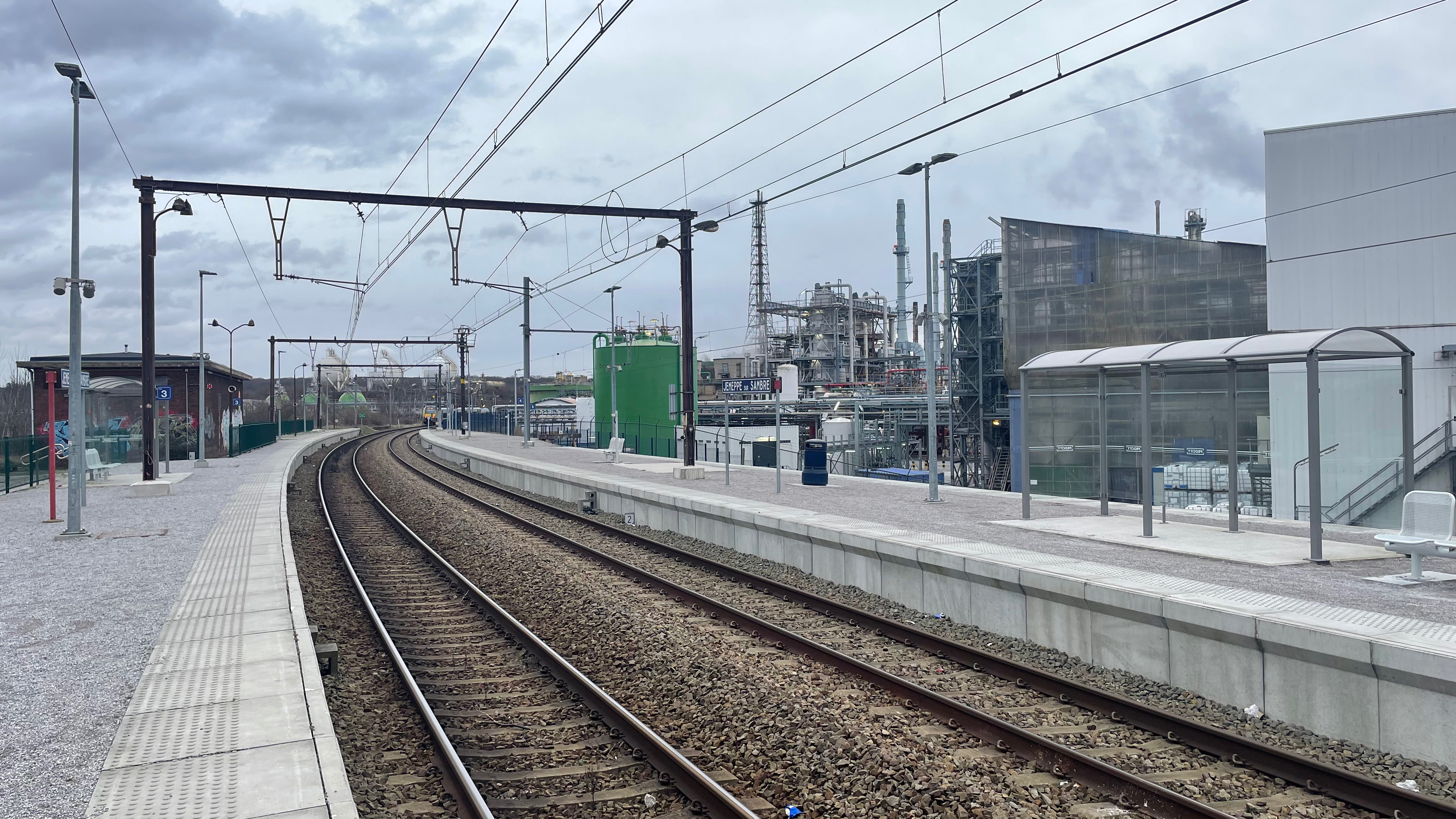
Quais rénovés de la ligne 130.

### Accueil
Gare SNCB, elle dispose d'un bâtiment voyageurs, avec guichet, ouvert uniquement le matin du lundi au vendredi et fermé les samedis et dimanches. Elle propose des aménagements, équipements et services pour les personnes à la mobilité réduite.
Une souterrain permet la traversée des voies et l'accès aux quais.
- Le quai 2 sert aux trains P circulant entre Gembloux et Jemeppe-sur-Sambre / Tamines.
- Les quais 3 et 4 servent aux trains IC Liège - Mons et L Jambes - Charleroi- Ottignies.
- La voie 1 a été mise hors-service en 2016.
- La voie 5 est une voie à quai en impasse qui n'est pas utilisée en service normal.

### Desserte
Jemeppe-sur-Sambre est desservie par des trains InterCity, Suburbains (S61) et d’Heure de pointe (P) de la SNCB, qui effectuent des missions sur la ligne 130 (Charleroi - Namur).

#### Semaine
La desserte régulière est constituée de deux trains S61 par heure. Les premiers relient Jambes (ou Namur) à Ottignies et Wavre via Charleroi et les seconds sont cantonnés au trajet de Jambes à Charleroi-Central.
Tôt le matin, un train IC-25 Namur - Mons et un IC-25 Mons - Herstal s'y arrêtent. Tard le soir, il y a un autre IC Namur-Mons et deux reliant respectivement Herstal à Mons ou Charleroi-Central ; les autres passant à Jemeppe sans s'arrêter.
Deux trains d'heure de pointe (P) circulent de Jemeppe-sur-Sambre à Charleroi et Bruxelles (Schaerbeek) le matin et effectuent le trajet inverse l'après-midi.
La ligne 144 vers Mazy, Chapelle-Dieu et Gembloux n'est desservie qu'aux heures de pointe :
- le matin, il y a deux allers-retours de trains P, dont un prolongé vers Tamines ;
- entre 15h et 18h, quatre parcours aller-retour ont lieu, le dernier roulant jusque Tamines.

#### Week-end et jours fériés
La desserte d'un train IC-25 Mouscron - Tournai - Mons - Charleroi - Namur - Huy - Liège - Herstal - Liers, toutes les heures, et d'un train S61 entre Namur et Ottignies via Charleroi, toutes les deux heures.

### Intermodalité
Un parc pour les vélos et un parking pour les véhicules y sont aménagés. Des bus desservent la gare.

## Comptage voyageurs
Ce graphique et tableau montre le nombre de voyageurs embarquant en moyenne durant la semaine, le samedi et le dimanche.
| Nombre de passagers qui embarquent à la gare de Jemeppe-sur-Sambre | Nombre de passagers qui embarquent à la gare de Jemeppe-sur-Sambre | Nombre de passagers qui embarquent à la gare de Jemeppe-sur-Sambre | Nombre de passagers qui embarquent à la gare de Jemeppe-sur-Sambre |
|                                                                    | Semaine                                                            | Samedi                                                             | Dimanche                                                           |
| ------------------------------------------------------------------ | ------------------------------------------------------------------ | ------------------------------------------------------------------ | ------------------------------------------------------------------ |
| 1977                                                               | 923                                                                | 214                                                                | 186                                                                |
| 1978                                                               | 945                                                                | 223                                                                | 143                                                                |
| 1979                                                               | 894                                                                | 233                                                                | 236                                                                |
| 1980                                                               | 823                                                                | 238                                                                | 201                                                                |
| 1981                                                               | 931                                                                | 213                                                                | 209                                                                |
| 1982                                                               | 710                                                                | 392                                                                | 140                                                                |
| 1983                                                               | 875                                                                | 196                                                                | 137                                                                |
| 1984                                                               | 687                                                                | 202                                                                | 125                                                                |
| 1985                                                               | 700                                                                | 170                                                                | 131                                                                |
| 1986                                                               | 583                                                                | 139                                                                | 86                                                                 |
| 1987                                                               | 666                                                                | 114                                                                | 108                                                                |
| 1988                                                               | 621                                                                | 169                                                                | 118                                                                |
| 1989                                                               | 526                                                                | 166                                                                | 137                                                                |
| 1990                                                               | 548                                                                | 145                                                                | 117                                                                |
| 1991                                                               | 523                                                                | 152                                                                | 117                                                                |
| 1992                                                               | 496                                                                | 148                                                                | 117                                                                |
| 1993                                                               | 468                                                                | 106                                                                | 81                                                                 |
| 1994                                                               | 480                                                                | 137                                                                | 119                                                                |
| 1995                                                               | 441                                                                | 160                                                                | 138                                                                |
| 1996                                                               | 535                                                                | 143                                                                | 114                                                                |
| 1997                                                               | 491                                                                | 140                                                                | 97                                                                 |
| 1998                                                               | 540                                                                | 136                                                                | 88                                                                 |
| 1999                                                               | 537                                                                | 145                                                                | 90                                                                 |
| 2000                                                               | 471                                                                | 130                                                                | 114                                                                |
| 2001                                                               | 457                                                                | 112                                                                | 103                                                                |
| 2002                                                               | 426                                                                | 154                                                                | 83                                                                 |
| 2003                                                               | 596                                                                | 152                                                                | 116                                                                |
| 2004                                                               | 389                                                                | 142                                                                | 60                                                                 |
| 2005                                                               | 531                                                                | 140                                                                | 99                                                                 |
| 2006                                                               | 588                                                                | 208                                                                | 131                                                                |
| 2007                                                               | 604                                                                | 205                                                                | 132                                                                |
| 2008                                                               | -                                                                  | -                                                                  | -                                                                  |
| 2009                                                               | 478                                                                | 141                                                                | 106                                                                |
| 2010                                                               | -                                                                  | -                                                                  | -                                                                  |
| 2011                                                               | -                                                                  | -                                                                  | -                                                                  |
| 2012                                                               | 523                                                                | 180                                                                | 140                                                                |
| 2013                                                               | 512                                                                | 164                                                                | 141                                                                |
| 2014                                                               | 597                                                                | 246                                                                | 170                                                                |
| 2015                                                               | 521                                                                | 218                                                                | 128                                                                |
| 2016                                                               | 548                                                                | 161                                                                | 162                                                                |
| 2017                                                               | 538                                                                | 164                                                                | 150                                                                |
| 2018                                                               | 362                                                                | 162                                                                | 164                                                                |
| 2019                                                               | 343                                                                | 200                                                                | 157                                                                |
| 2020                                                               | 280                                                                | 149                                                                | 137                                                                |
| 2021                                                               | -                                                                  | -                                                                  | -                                                                  |
| 2022                                                               | 316                                                                | 242                                                                | 175                                                                |
| 2023                                                               | 449                                                                | 268                                                                | 212                                                                |
| 2024                                                               | 450                                                                | 162                                                                | 117                                                                |

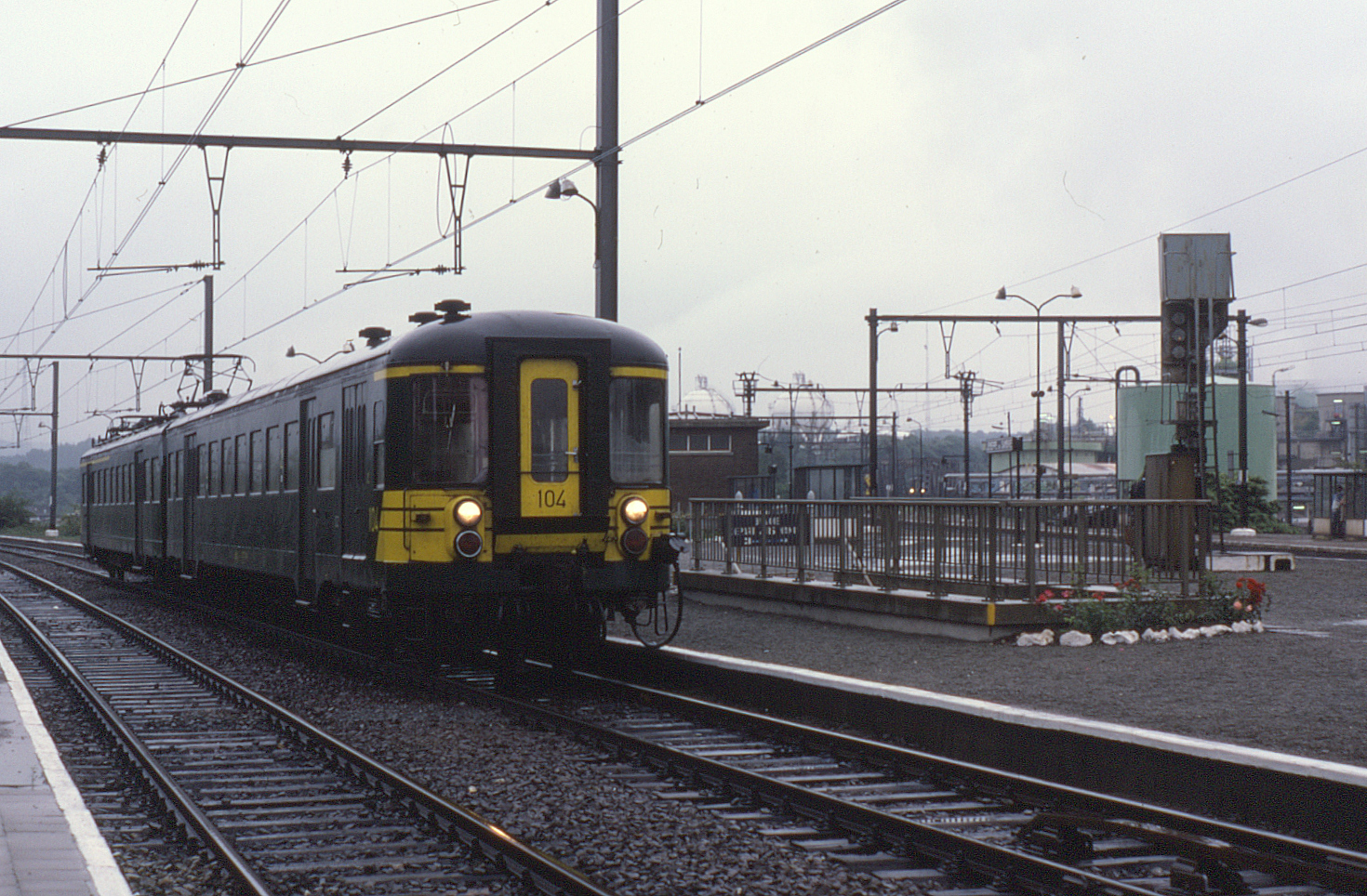
Train à quai en 1987, venant de la ligne 144.
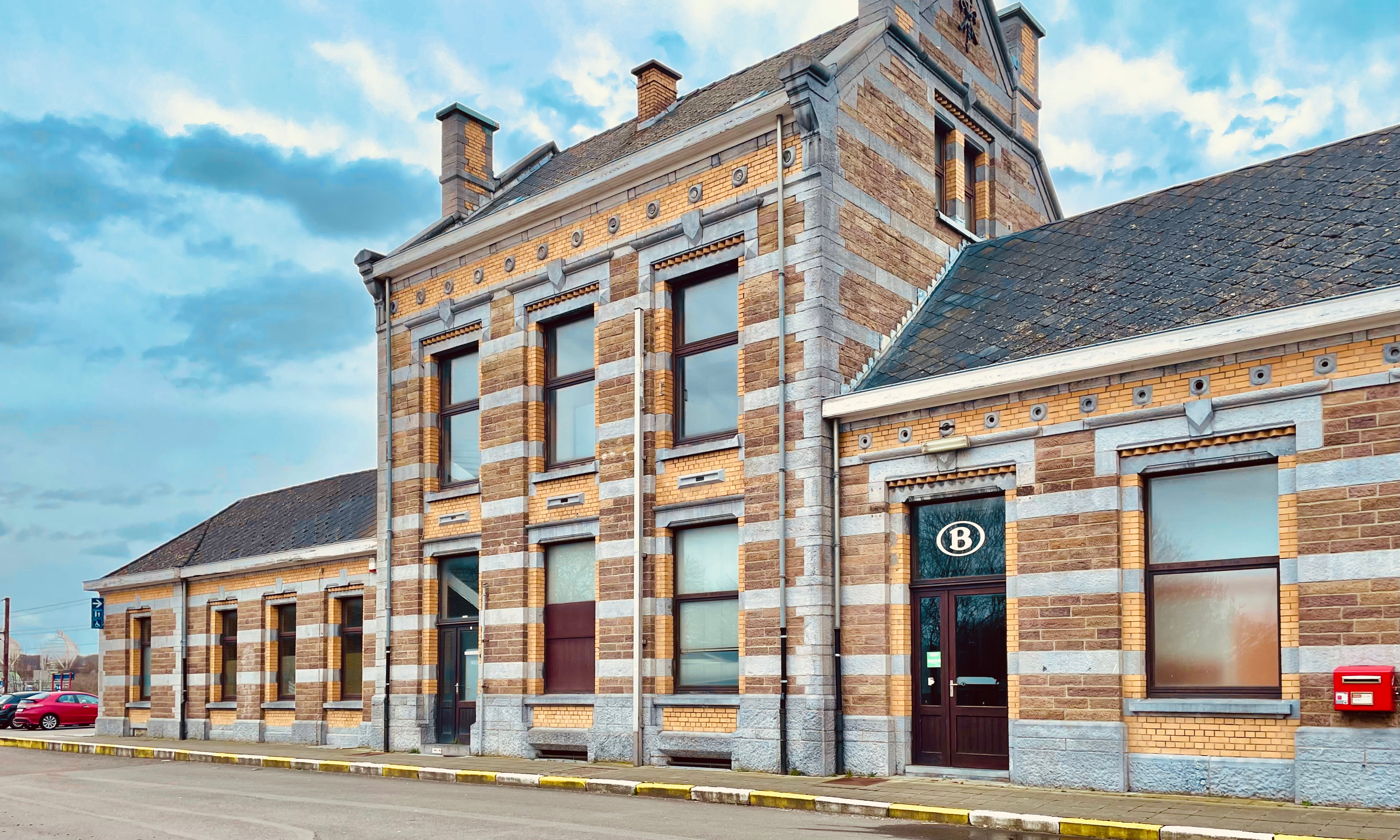
Façade en pierres et en briques jaunes.
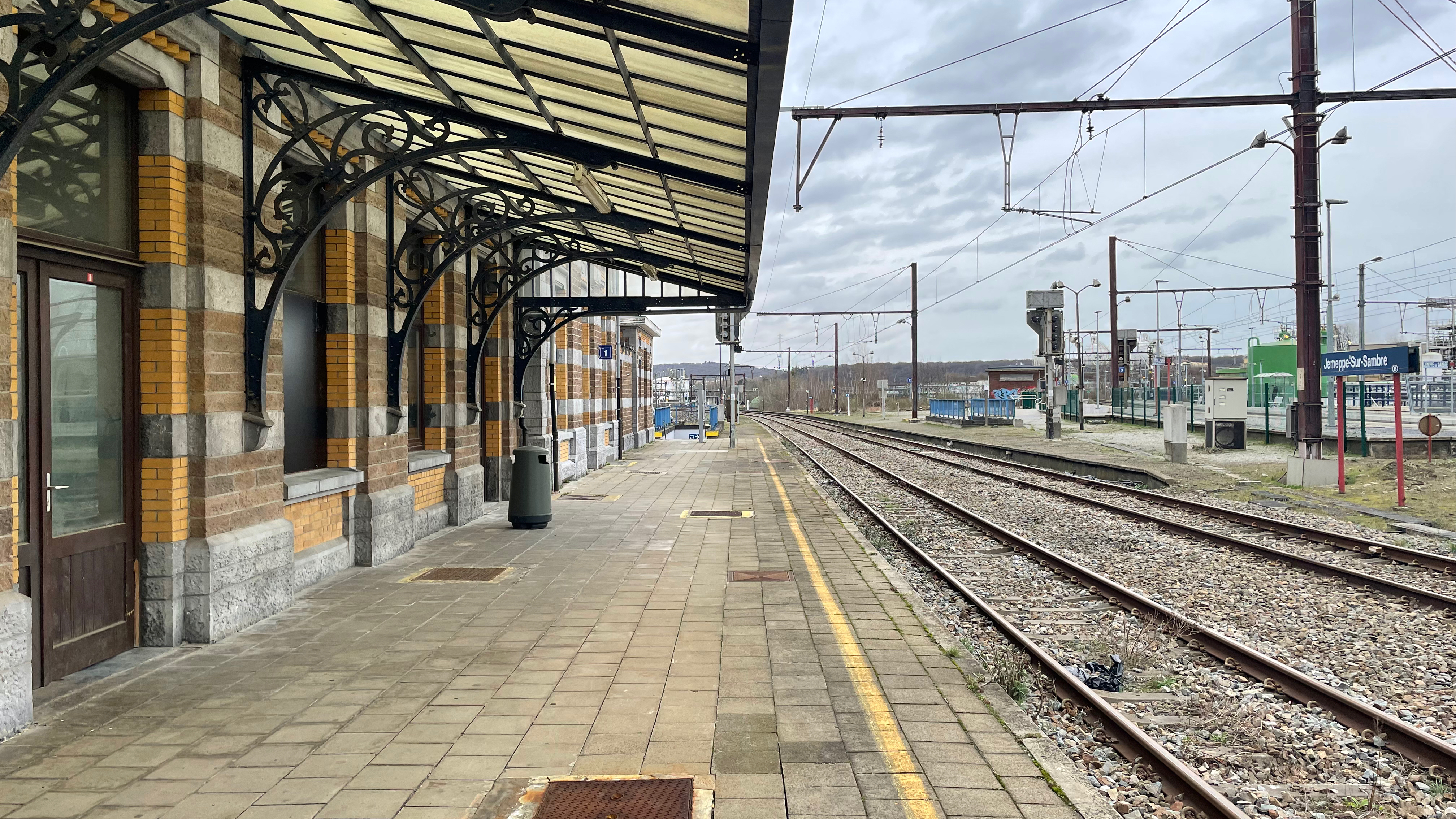
Marquise de quai.